# فرنسيسكو سواريز دافيلا
فرنسيسكو سواريز دافيلا هو دبلوماسي وسياسي مكسيكي، ولد في 20 أبريل 1943 في مدينة مكسيكو في المكسيك. نشط حزبياً في الحزب الثوري المؤسساتي. وقد انتخب عضو مجلس النواب المكسيك ‏.